# Siebenten-Tags-Baptisten
Siebenten-Tags-Baptisten sind Baptisten, die den Sabbat am Samstag halten, dem nach jüdisch-christlicher Tradition siebenten Tag der Woche.

## Geschichte
Die erste urkundliche Erwähnung der Siebenten-Tags-Baptisten war die Mill Yard Seventh Day Baptist Church in London im Jahre 1653 unter der Leitung von Peter Chamberlen. 
Die erste Gemeinde der Siebenten-Tags-Baptisten in Amerika wurde im Dezember 1671 in Newport (Rhode Island) gegründet. Stephen Mumford, ein Siebenten-Tags-Baptist aus England, kam 1665 nach Rhode Island. Er fand dort keine Kirche „des siebenten Tags“ und schloss sich der („ersten-Tags“) Baptistengemeinde in Newport an, die damals von dem Pastor John Clarke geleitet wurde. Sie arbeiteten bis 1671 zusammen. Anschließend zogen Mumford und seine Anhänger sich zurück und gründeten die First Seventh Day Baptist Church of Newport.
Weitere Gemeinden entstanden in Pennsylvania und New Jersey, und breiteten sich bald nördlich nach Connecticut und New York, sowie südlich nach Virginia und Carolina aus.
Als Abspaltung von den aus Deutschland und der Schweiz ausgewanderten täuferisch-pietistischen Schwarzenau Brethren (Tunkern) entstand 1735 mit den Siebentägner-Tunkern auch eine sabbathaltende Gemeinde in Ephrata (Pennsylvania), auf die auch das dortige Ephrata Cloister zurückgeht. Die Gemeinde in Ephrata schloss sich 1814 ebenfalls der Religious Society of Seventh Day Baptists an. 
Eine Generalkonferenz der Siebenten-Tags-Baptisten wurde 1801 organisiert.
Joseph Bates, Mitbegründer der Siebenten-Tags-Adventisten, übernahm den Sabbat-Gedanken von den Siebenten-Tags-Baptisten.

## Verbreitung
1995 hatten die Siebenten-Tags-Baptisten in den USA 78 Gemeinden mit 4885 Mitgliedern sowie 2 Gemeinden mit 55 Mitgliedern im Vereinigten Königreich und eine Gemeinde mit 40 Mitgliedern in Kanada. Auch in anderen Ländern entstanden Gemeinden dieser Freikirche. Der Weltverband der Siebenten-Tags-Baptisten wurde 1964/1965 gegründet und nennt 50.000 Mitglieder in 17 Mitgliedsorganisationen in derzeit 22 Ländern. In Deutschland sind allerdings keine Gemeinden mehr bekannt, jedoch hatten 1939 in Deutschland 28 Gemeinden mit 533 Gläubigen existiert. Diese waren zumeist ehemalige Adventisten, wie auch ihr Vorsteher Ludwig Richard Conradi. Die Gemeinden lösten sich allerdings im Laufe der Zeit vollständig auf. Zurzeit gibt es in Deutschland nur einzelne sabbathaltende Baptisten – zum Teil mit Mitgliedschaften in Übersee. 
Abgesehen davon, dass sie den siebenten Tag der Woche als Sabbat ansehen, stimmen die Siebenten-Tags-Baptisten in den Grundanschauungen mit anderen Baptisten überein. 
Der Weltbund der Siebenten-Tags-Baptisten ist deshalb auch Mitglied in der Baptist World Alliance, dem Baptistischen Weltbund.